# لبیاژی (باشقیرستان)
لبیاژی (انگلیسی: Lebyazhy, Republic of Bashkortostan) یک شهرک در شهرستان اوفیمسکی استان باشقیرستان کشور روسیه است.